# Pseudostellaria retusa
Pseudostellaria retusa är en nejlikväxtart som först beskrevs av Jisaburo Ohwi, och fick sitt nu gällande namn av Yong Yung Shan Lian. Pseudostellaria retusa ingår i släktet Pseudostellaria och familjen nejlikväxter. Inga underarter finns listade i Catalogue of Life.